# Odo III. z Troyes
Odo III. z Troyes (fr. Eudes III de Troyes, † 1093) byl hrabě z Troyes.
Jako druhorozený syn hraběte Theobalda z Blois z manželství s Adélou, dcerou Rudolfa z Valois. Po otcově smrti roku 1089 zdědil hrabství Troyes. Je doložen jako jeden z mecenášů kláštera Saint-Quentina v Troyes a klášterů v Montier-en-Der a Molesme. Zemřel bezdětný zřejmě roku 1093 a jeho dědicem se stal mladší bratr Hugo, držitel hrabství Vitry a Bar-sur-Aube. Spojením těchto držav vzniklo jádro hrabství Champagne.